# Католицизм в Исландии

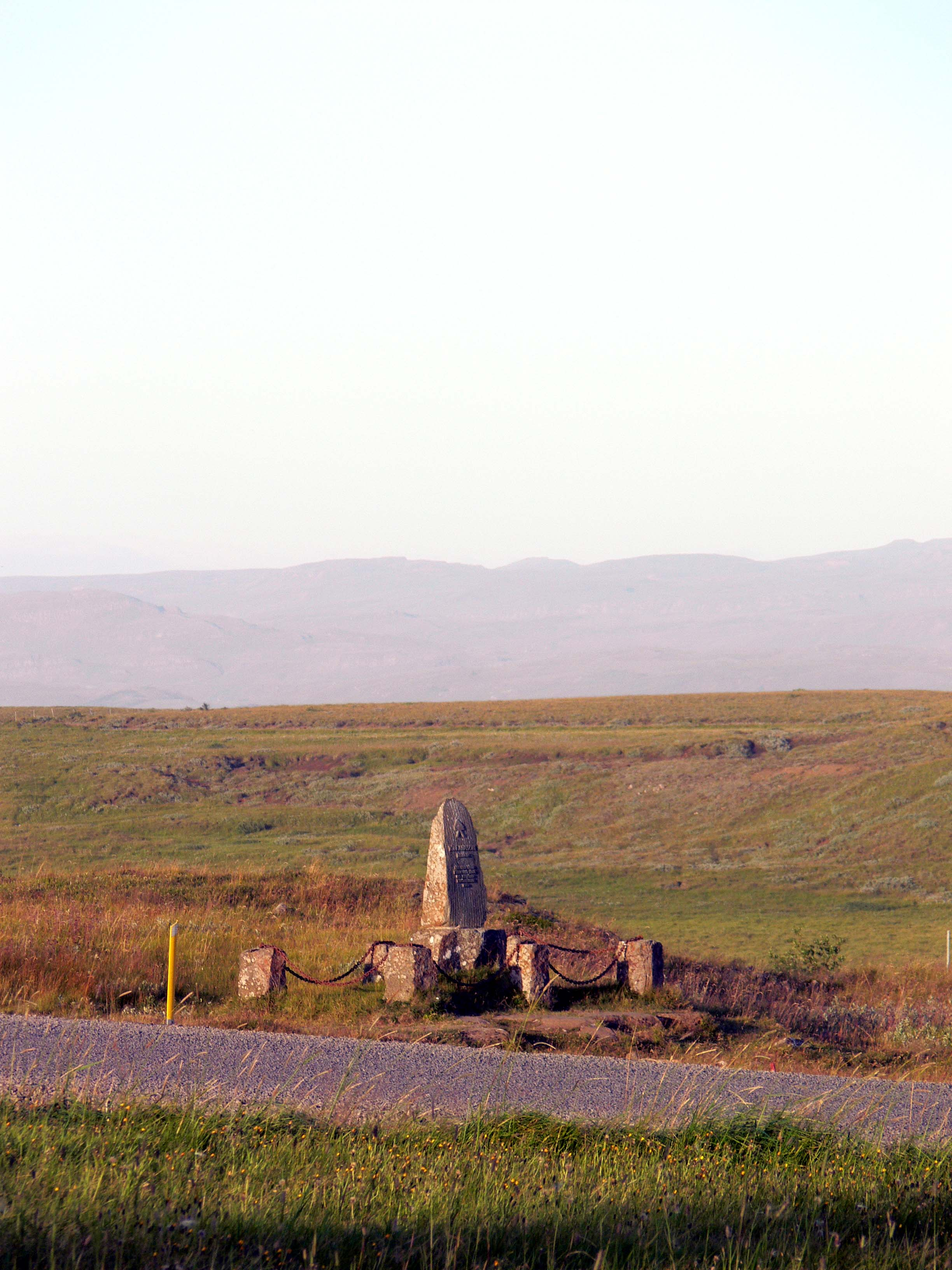
Мемориал на месте казни епископа Йоуна Арасона

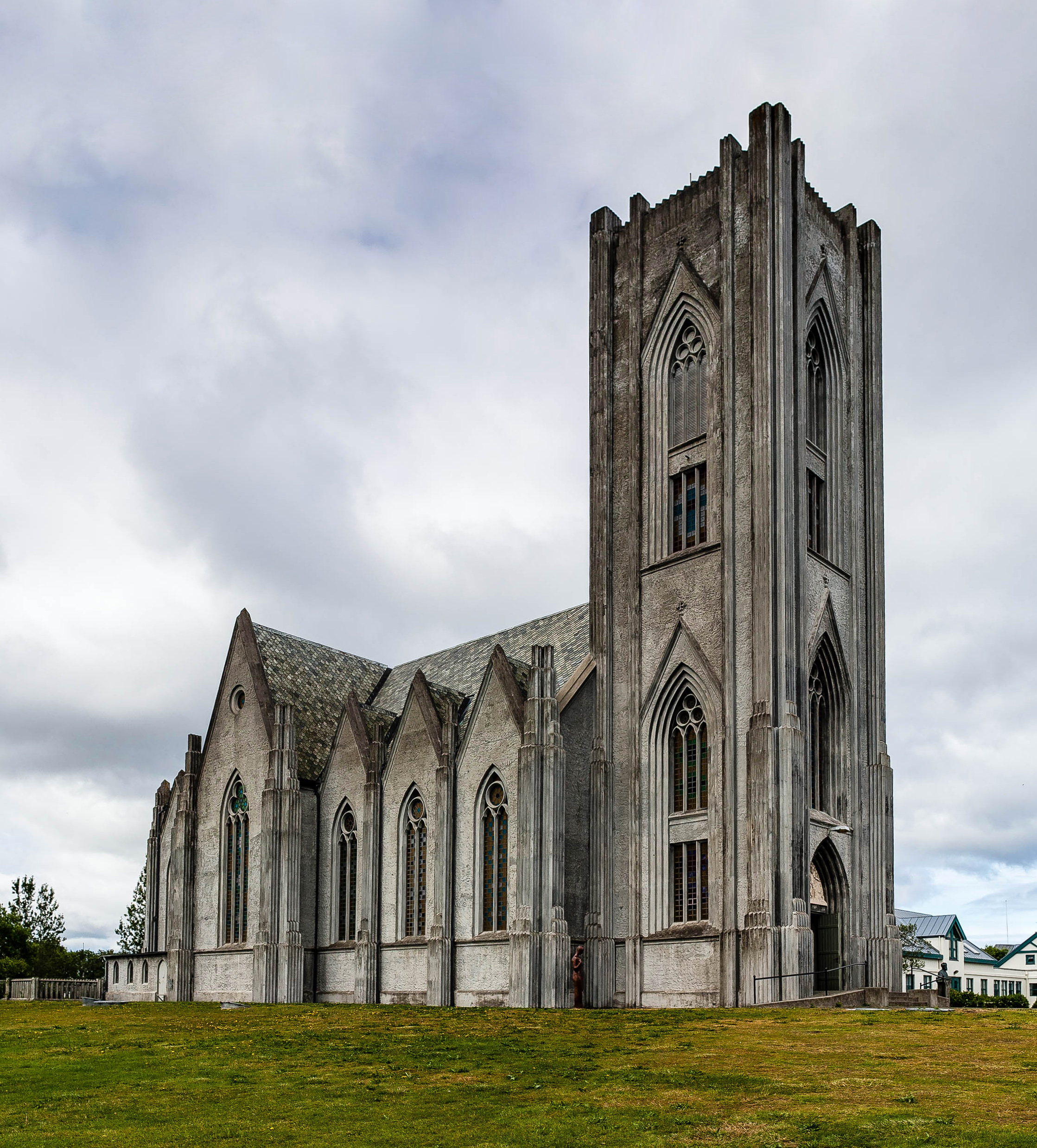
Ландакотскиркья

Католицизм в Исландии или Католическая церковь в Исландии является частью всемирной Католической церкви. Численность католиков в Исландии составляет около 10.500 человек (около 3,2 % от общей численности населения).

## История
Первые миссионерские поездки на Исландию предпринял Торвальд Кодранссон, который принял крещение в Германии. В 981 году он вместе с епископом из Саксонии Фридрихом в составе отряда викингов посетил остров, где построил первую католическую церковь. Позднее, согласно «Саге о крещении», Торвальд Кодранссон отправился на Русь. Достигнув Киева через Палестину и Константинополь, он отправился по Днепру на север, где, основав монастырь святого Иоанна Крестителя около современного Полоцка, умер в конце X века.
В X—XI веках миссионерская деятельность Католической церкви в Исландии осуществлялась при поддержке норвежских конунгов. В 1000 году христианство стало официальной религией в Исландии после соответствующего решения на Альтинге. В 1029 году остров вошёл в юрисдикцию архиепархии Бремена. После того, как в 1047 году конунгом Норвегии стал Харальд Смелый, он предпринимал неоднократные попытки создать независимую от Рима норвежскую церковь, приглашая в Норвегию восточных епископов из Руси. Действия Харальда Смелого привели к конфликту с бременским архиепископом. Конфликт закончился назначением Римским папой Львом IX первого исландского епископа Ислейфура Гиссурарссона, который в 1056 году стал епископом епархии в Скалхольте. Рукоположение Ислейфура Гиссурарссона состоялось 26 мая 1056 года. В 1106 году в Исландии была создана вторая епархия в Хоуларе. Эти епархии входили в митрополию Бремена.
Особую роль в церковной и общественной жизни Исландии сыграл епископ епархии Торлак Тирхалльссон, который пригласил на остров бенедиктинцев, основавших здесь первые католические монастыри. В 1984 году Римский папа Иоанн Павел II причислил его к лику святых.
В 1397 году Исландия вошла в состав Дании. В XVI веке во время Реформации епископ епархии Скалхольта перешёл в лютеранство. Ему противостоял исландский поэт и первопечатник епископ Холара Йоун Арасон, который остался верным римскому престолу. Несмотря на широкую поддержку местного населения, он был казнён в 1550 году. После его казни деятельность Католической церкви в Исландии была запрещена.
В середине XIX века в Исландии после трёхсотлетнего запрещения деятельности стали возникать первые католические структуры. 3 декабря 1855 года Римский папа Пий IX учредил апостольскую префектуру Арктического полюса. В 1857 году в Исландию прибыл первый католический священник Бернар Бернар, который вместе с Жан-Батистом Бодуэном, прибывшим в Исландию в 1858 году, построил в 1864 году первую после Реформации небольшую часовню возле Рейкьявика. В 1896 году апостольская префектура Арктического полюса была ликвидирована Святым Престолом и Исландия вошла в апостольскую префектуру Дании.
12 июня 1923 года Святой Престол учредил апостольскую префектуру Исландии, которая 6 июня 1929 года была преобразована в апостольский викариат. 18 октября 1968 года апостольский викариат Исландии был преобразован в епархию Рейкьявика с прямым подчинением Святому Престолу.
1 марта 1960 года Римский папа Иоанн XXIII издал бреве Apostolici muneris, которым учредил апостольскую делегатуру Скандинавии, куда вошла территория Исландии.
8 октября 1976 года Римский папа Павел VI выпустил бреве Quandoquidem nullum, которым учредил апостольскую нунциатуру в Исландии.
В 1989 году Исландию посетил с пастырским визитом Римский папа Иоанн Павел II.

## В настоящее время

Динамика численности католиков в Исландии с 1860 по 2008 гг.

В настоящее время численность католиков в Исландии является наибольшей среди всех скандинавских стран. Среди католиков в Исландии в основном доминируют иммигранты из различных католических стран (так, епископом епархии Рейкьявика является словак Давид Бартимей Тенсер).
В стране действует одна католическая епархия Рейкьявика и 5 приходов.
Епархия Рейкьявика входит в Конференцию католических епископов Скандинавии.

## Источник
- Католическая энциклопедия, изд. Францисканцев, М., 2005, стр. 535—537, ISBN 5-89208-054-4
- Бреве Apostolici muneris, AAS 52 (1960), стр. 559  (лат.)
- Бреве Quandoquidem nullum, AAS 68 (1976), стр. 704  (лат.)